# Lokalpatriotismus

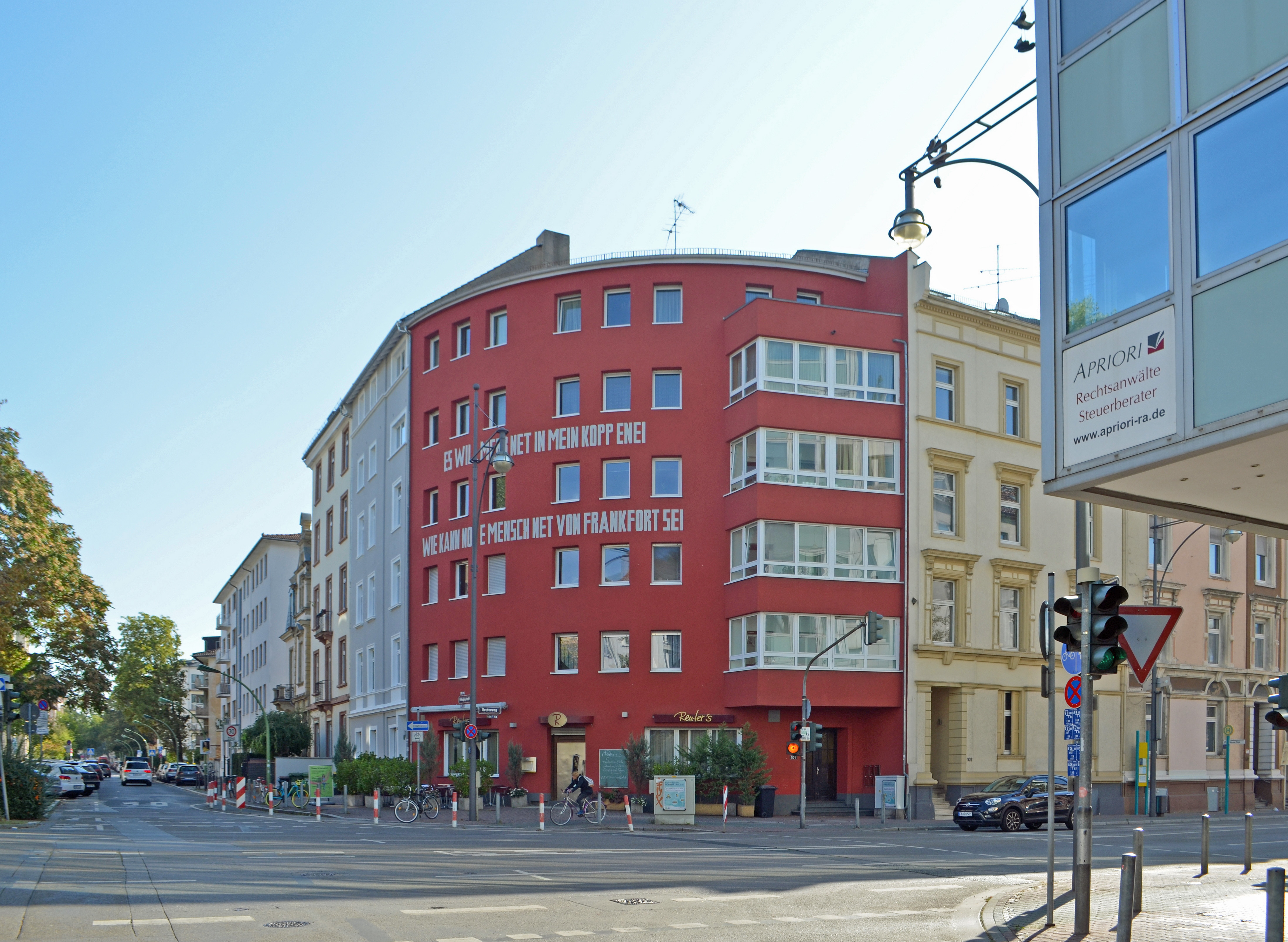
Frankfurt-Gedicht von Friedrich Stoltze, ein bekanntes Werk des Lokalpatriotismus

Lokalpatriotismus bezeichnet im Gegensatz zum Nationalismus und Patriotismus die Zuneigung (Vorliebe) zur eigenen Stadt oder Region. Insbesondere bei der Entstehung der Germanistik wie in der deutschen Rechtslehre wurde damit über einen Vorrang der Partikularrechte gegenüber dem Deutschen Reich wie die Betonung der Zuneigung zum eigenen, kleineren Territorium das nationale Element erheblich relativiert.
Der Begriff selbst hat gelegentlich eine ironische Konnotation zum Patriotismus als affektive Haltung zum Vaterland, zur Nation oder zum Heimatstaat. Kritisch bzw. abwertend wird dafür auch der Begriff Provinzialismus benutzt, im politischen Kontext ist außerdem von Kirchturmpolitik die Rede.

## Schweiz
Lokalpatriotische Einstellungen in Bezug auf die Abgrenzungen von Regionen gegeneinander werden in der Schweiz oft auch als Kantönligeist, in Anspielung auf die Schweizer Kantone, bezeichnet.

## Österreich
In Österreich wird von Lokalpatriotismus zumeist in Abgrenzung der eigenen Stadt vom Landespatriotismus oder Österreichertum gesprochen. Dabei geht nach dem Österreichkundler Ernst Bruckmüller ein deutliches Bekenntnis zum Heimatort mit dem zu Österreich selbst Hand in Hand, während seiner Studien zufolge in Kärnten und Tirol das Bundesland gegenüber beiden anderen im Vordergrund steht.

## Italien
Gianluca Falanga schrieb 2010:

„Campanilismo heißt frei übersetzt etwa »Treue zum eigenen Kirchturm«. Diese »Treue« hat ganz offensichtlich zwei Seiten, eine positive und eine negative. Eindeutig zu wissen, wo man hingehört, ein Bewusstsein für die eigenen Wurzeln ist zweifelsfrei gut für die persönliche Entwicklung und auch für die Glücksfindung.

Eine solche Identität verweist nicht auf einen abstrakten Begriff wie die Nation, sondern auf einen bestimmten Ort mit konkreten Sitten und Gewohnheiten.“

Campanilismo sei ein modernes Überbleibsel der mittelalterlichen Zeit der Stadtstaaten, in der zum Beispiel Siena und Florenz rivalisierten. Es sei auch ein spezielles Provinzdenken mit beschränkten Horizonten und könne von egoistischen, unsolidarischen und/oder fremdenfeindlichen Gefühlen durchtränkt sein.